# Scheloribates rectus
Scheloribates rectus är en kvalsterart som beskrevs av Hammer 1958. Scheloribates rectus ingår i släktet Scheloribates och familjen Scheloribatidae. Inga underarter finns listade i Catalogue of Life.